# 更科村 (千葉県)
更科村（さらしなむら）は、千葉県千葉郡にあった村。1955年に白井村と合併して泉町になった。現在の千葉市若葉区。同区の地名として現存する。

## 沿革
- 1889年（明治22年）4月1日 - 町村制施行に伴い上泉村、下泉村、谷当村、旦当村、下田村、大井戸村、古泉村、富田村、中田村が合併して千葉郡更科村が成立。
- 1955年（昭和30年）3月31日 - 白井村と合併して泉町を新設。同日更科村廃止。
- 1963年（昭和38年）4月10日 - 泉町が千葉市へ編入される。
- 1992年（平成4年）4月1日 - 千葉市の政令指定都市移行に伴い若葉区の一部となる。